# Liste der Straßennamen von Frankfurt am Main/X–Z

## X
Xaver-Fendt-Straße, Kalbach
Die einzige Frankfurter Straße, deren Name mit X beginnt, ist nach Xaver Fendt (1907–1989), dem Ingenieur und Mitbegründer der gleichnamigen Traktorenfabrik Fa. Xaver Fendt & Co. benannt.

## Z

### Za
Zanderstraße, Gutleutviertel
Zander, andern Orts auch Hechtbarsch genannt, ist der größte Süßwasserbarsch
Zaubernußallee, Unterliederbach
Zaubernuss, botanisch Hamamelis, aus Asien stammende Sträucher, die schon im Winter blühen können.
Zehnmorgenstraße, Eschersheim
alte Flurbezeichnung. Circa drei bis vier Morgen ergeben, je nach Landstrich, einen Hektar. Ein Morgen Land konnte binnen eines Vormittags/Morgens mit dem einscharigen Pflug umgebrochen werden.
Zehntgasse, Schwanheim
benannt nach der dort stehenden Zehntscheuer, einem Lagerhaus zum Aufbewahren der Naturalsteuer Zehnt.
Zehnthofgasse, Sindlingen
siehe Zehntgasse.
Zeil, Innenstadt
Zeil, so benannt wegen der zunächst nur einseitigen Bebauung außerhalb der Staufenmauer. Entstand nach der Stadterweiterung im 14. Jahrhundert. Heute die wichtigste Einkaufsstraße Frankfurts.
Zeilweg, Heddernheim
Teil der ehemaligen römischen Heeres- und Handelsstraße von Mainz in die Wetterau. Aufgrund der unmittelbar nordwestlich angrenzenden Lehmgruben gab es bis nach dem Zweiten Weltkrieg nur entlang der südöstlichen Straßenseite eine Häuserzeile.
Zeisigweg, Sachsenhausen
Zeisig, Vogelart aus der Familie der Finken
Zeißelstraße, Nordend
Zeißel sind dicke Holzknüppel, mit denen sumpfiges Gelände befahrbar gemacht wurde.
Zelterstraße, Schwanheim
Carl Friedrich Zelter (1758–1832), deutscher Musiker, Lehrer von Felix Mendelssohn Bartholdy, Giacomo Meyerbeer und Otto Nicolai, korrespondierte jahrzehntelang mit Goethe.
Zentgrafenstraße, Seckbach
Ein Centenarius oder auch Zentgraf ist ursprünglich bei den Germanen der vom Volk gewählte Führer einer Hundertschaft. Später von den Grafen ernannte hohe Verwaltungsbeamte, z. B. Vorsteher von Zentgerichten, die zusammen mit Schöffen auch Todesstrafen verhängten. Seckbach gehörte seinerzeit zur Grafschaft Bornheimer Berg. Die Straße ist nach einem namentlich nicht überlieferten Zentgrafen benannt, der während der Bauernkriege Wortführer der Seckbacher war.
Zentmarkweg, Rödelheim
Zent geht zurück auf lat. Centum = Hundert. Zentmark war ursprünglich ein fest umrissenes Gebiet für eine Hundertschaft wehrfähiger Männer, die im Kriegsfall im Volksheer anzutreten hatten.
Zeppelinallee, Bockenheim
Ferdinand Graf von Zeppelin (1838–1917) konstruierte die nach ihm benannten Luftschiffe, die in diesem Stadtteil ihren ersten Frankfurter Landeplatz hatten, nämlich den Luftschiffhafen Rebstock.
Zeuläckerstraße, Seckbach
Von einer Flurbezeichnung abgeleitet, die auf Äcker zurückgeht, die der Seckbacher Bauernfamilie Zeul gehört haben.

### Zi
Ziegelei-Allee, Praunheim
Damit wird an mehrere, inzwischen allerdings untergegangene Ziegeleien und Tongruben dieses Gebietes erinnert.
Ziegelgasse, Altstadt
Die Gasse führt vom Liebfrauenberg zur Berliner Straße, am westlichen Ende der Kleinmarkthalle.
Ziegelhüttenweg, Sachsenhausen
Wie der Name vermuten lässt, handelt es sich um den Weg zu einer ehemaligen Ziegelfabrik. Früher lautete die Bezeichnung Unterer Schafhofweg, benannt nach dem Schaf- oder Sandhof.
Ziegenhainer Straße, Eschersheim
Die ehemalige Stadt Ziegenhain ist ein Stadtteil der Stadt Schwalmstadt im nordhessischen Schwalm-Eder-Kreis geworden. Ihre Berücksichtigung als Namensgeberin für eine Eschersheimer Straße dürfte mit der sogenannten Ziegenhainer Kirchenzuchtordnung zusammenhängen. Mit ihr wurde die Konfirmation und das Amt des Kirchenvorstehers eingeführt.
Zillestraße, Praunheim
Heinrich Zille (1858–1929), deutscher Maler, bekannt durch seine Bilder aus dem Berliner „Milljöh“. Berlinerisch liebevoll auch Pinselheinrich genannt.
Zimmerweg, Westend
ehemalige Lagerstätte von Holz für die Zimmerleute, da Holz vor der Bearbeitung längere Zeit gelagert und getrocknet sein sollte, damit es sich nicht mehr verwirft.
Zinzendorfweg, Sossenheim
Nikolaus Ludwig Graf von Zinzendorf (1700–1760) war ein lutherisch-pietistischer Theologe, Gründer und erster Bischof der Herrnhuter Brüdergemeine („Brüder-Unität“) und Dichter zahlreicher Kirchenlieder.
Zobelstraße, Ostend
Johann Peter Wilhelm Zobel (1814–1896) war erster Direktor der Frankfurt-Hanauer Eisenbahn-Gesellschaft (FHE) und leitete den Bau der Bahnstrecke Frankfurt–Hanau, die 1848 ihren Betrieb aufnahm.
Zorbachstraße, Preungesheim
alteingesessene Preungesheimer Familie

### Zu
Zuckschwerdtstraße
Während der Besetzung von Höchst im Dreißigjährigen Krieg durch Truppen unter dem Befehl von Herzog Christian von Braunschweig-Wolfenbüttel soll sich ein Hauptmann Zuckschwerdt geweigert haben, das Schloss beim Abzug zu sprengen. Stattdessen blieb er in Höchst und erwarb das dortige Bürgerrecht.
Zum-Jungen-Straße, Dornbusch
Aus Mainz zugewanderte Patrizierfamilie. Ihr bekanntestes Mitglied ist der Ratsherr und Bürgermeister Johann Maximilian zum Jungen (1596–1649), der im Dreißigjährigen Krieg als Vertreter Frankfurts bei den Verhandlungen zum Westfälischen Frieden 1648 fungierte.
Zum Stulen, Kalbach
Das Landgericht zum Stulen im Kalbacher Feld übte die Hohe Gerichtsbarkeit über Kalbach und viele Nachbarorte aus. Gerichtsherren waren die Grafen von Eppstein. Ein Galgen war dort noch in einem Kartenwerk von 1803 verzeichnet.
Züricher Straße, Bonames
Zürich, schweizerisches Bankenzentrum am gleichnamigen See.
Zur Kalbacher Höhe, Riedberg
Führt aus dem Niddatal auf die nach dem naheliegenden Kalbach benannte Höhe.
Zur Frankenfurt, Schwanheim
Führt vom Rande Schwanheims über das Gebiet der heutigen Siedlung Goldstein in Richtung der ehemaligen „Frankenfurt“ durch den Main; nach ihr hat Frankfurt seinen Namen (ab 794 als „Franconofurd“ bezeugt).
Zwingergasse, Innenstadt
hat wenig mit Hundezwingern zu tun. Als Zwinger wird bei mittelalterlichen Städten und Burgen das Gelände zwischen der Ringmauer und einer zusätzlichen, vorgeschobenen Mauer (Zwingermauer) bezeichnet. Und so etwas gab es natürlich auch bei der Frankfurter Stadtmauer.